# Nu-ťiang
Nu-ťiang (čínsky pchin-jinem Nùjiāng, znaky zjednodušené 怒江), plným názvem Lisuský autonomní kraj Nu-ťiang (čínsky v českém přepisu Nu-ťiang li-su-cu c’-č’-čou, pchin-jinem Nùjiāng Lìsùzú Zìzhìzhōu, znaky zjednodušené 怒江傈僳族自治州), je autonomní kraj v provincii Jün-nan v jihozápadní Číně. Má rozlohu 14 597 km² a roku 2020 v něm žilo přes půl milionu obyvatel.

## Geografie

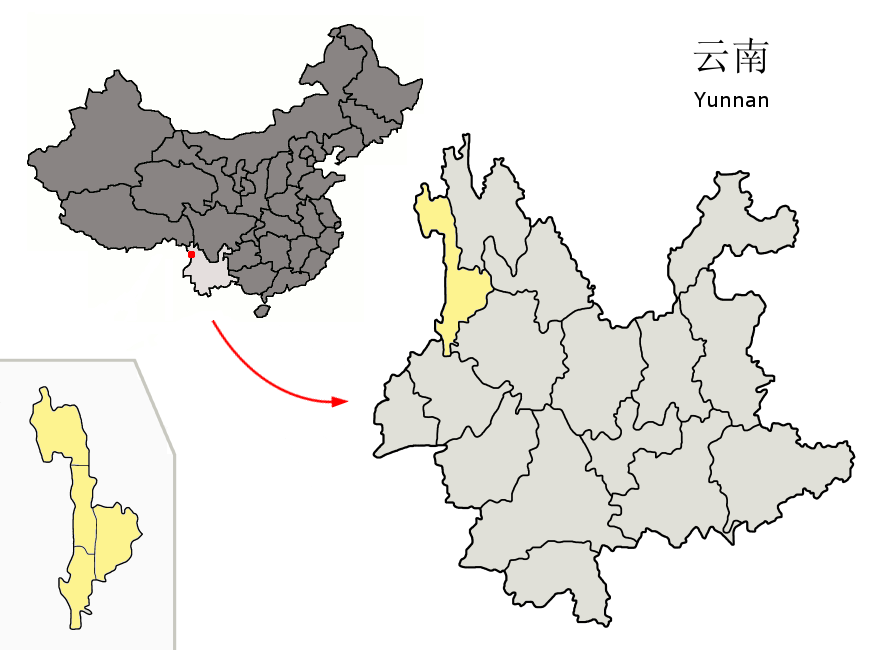
Nu-ťiang (žlutě) v provincii Jün-nan

Lisuský autonomní kraj Nu-ťiang se nachází v západní části provincie Jün-nan v jihozápadní Číně. Na západě hraničí s Myanmarem, na severu s Tibetem, na severovýchodě s autonomním krajem Dečhen, na východě s městskou prefekturou Li-ťiang, na jihovýchodě s autonomním krajem Ta-li a na jihu s městskou prefekturou Pao-šan.

## Demografie
Podle sčítání lidu roku 2020 žilo v kraji 552 694 obyvatel na rozloze 14 597 km². O deset let dříve bylo napočteno 534 337 obyvatel, roku 2000 491 824 obyvatel. Roku 2000 bylo 47,1 % obyvatel Lisuů, z dalších národností zde žili především Pajové (27,0 %), Chanové (13,1 %) a Nuové (5,4); zbytek (7,4 % obyvatelstva) tvořili příslušníci jiných národností.

## Administrativní členění
Autonomní kraj Nu-ťiang se člení na čtyři celky okresní úrovně, a sice jeden městský okres, jeden okres a dva autonomní okresy.
| městský okres · Lu-šuej okres · Fu-kung autonomní okres · Kung-šan autonomní okres · Lan-pching |                      |                       |                    |                                  |
| Název                                                                                           | Název                | Počet obyvatel (2020) | Rozloha km² (2020) | Hustota zalidnění (obyv. na km²) |
| český přepis                                                                                    | znaky                | Počet obyvatel (2020) | Rozloha km² (2020) | Hustota zalidnění (obyv. na km²) |
| Městský okres                                                                                   |                      |                       |                    |                                  |
| Lu-šuej                                                                                         | 泸水市               | 203 977               | 3 098              | 66                               |
| Okres                                                                                           |                      |                       |                    |                                  |
| Fu-kung                                                                                         | 福贡县               | 114 372               | 2 750              | 42                               |
| Autonomní okresy                                                                                |                      |                       |                    |                                  |
| Kung-šan (tulungský a nuský)                                                                    | 贡山独龙族怒族自治县 | 38 471                | 4 381              | 9                                |
| Lan-pching (pajský a pchumiský)                                                                 | 兰坪白族普米族自治县 | 195 874               | 4 368              | 45                               |
|                                                                                                 |                      |                       |                    |                                  |
| Celkem                                                                                          | Celkem               | 552 694               | 14 597             | 38                               |